# Space Is the Place
Pour plus de détails, voir Fiche technique et Distribution.
Space Is the Place est un film de science-fiction afrofuturiste réalisé par John Coney, tourné en 1972 et sorti en 1974,. Il met en scène l'univers de Sun Ra et de son Arkestra.
Le film suit un voyageur et musicien interstellaire qui atterrit sur Terre et se bat contre un Seigneur maléfique pour les âmes du peuple.
La bande originale (en) du film, signée Sun Ra, est publiée chez Evidence Records.

## Synopsis
Sun Ra, qui est porté disparu depuis sa tournée européenne de juin 1969, atterrit avec son équipage, l'« Arkestra », sur une nouvelle planète, loin dans l'espace. Il décide d'y installer les Afro-Américains. Pour ce faire, il choisit d'utiliser la musique comme moyen de transport. Il voyage dans le temps et retourne en 1943, dans le club de strip-tease de Chicago où il jouait du piano sous le nom de « Sonny Ray ». Il affronte le Seigneur (Ray Johnson), un proxénète, et ils décident de jouer une partie de cartes afin de décider du sort des Noirs.
Dans le présent du film, au début des années 1970, Sun Ra débarque de son vaisseau spatial à Oakland, et essaye de faire connaître ses projets. Il rencontre de jeunes Afro-Américains, et ouvre une « Agence pour l'emploi dans l'espace intersidéral », afin de recruter les gens désirant partir sur cette autre planète. Afin de répandre son message, il trouve un arrangement avec Jimmy Fey (Christopher Brooks), un employé du Seigneur, pour organiser des interviews, enregistrer un album et finalement donner un concert.
Pendant la partie de cartes entre Ra et le Seigneur, il est évident que le voyou est en train de gagner, mettant en danger les plans de Ra. De nombreux jeunes Noirs accusent Ra de s'inventer une origine extraterrestre pour booster ses ventes de disques. Il est kidnappé par une équipe d'employés blancs de la NASA, qui cherchent par la violence à le faire avouer les secrets du voyage intersidéral. Alors que l'heure de son concert approche, il est sauvé par trois jeunes du coin, qui l'accompagnent sur scène, juste à temps.
Au concert, où l'Arkestra joue le free jazz pour lequel il est réputé, les scientifiques de la NASA tentent de tirer sur Sun Ra avec un pistolet. Un des trois adolescents prend la balle en cherchant à sauver Ra. Alors qu'il perd du sang sur scène, Sun Ra fait un signe de la main, et disparait de la scène avec les trois jeunes. Un par un, tous les Noirs d'Oakland s'évaporent et réapparaissent dans le vaisseau de Sun Ra.
Jimmy Fey refuse de quitter la Terre, mais Ra ne le laisse pas partir : il prend sa « part noire » sur le vaisseau, et laisse sa « part blanche » sur Terre. Fey quitte le Seigneur, qui perd le duel. Alors que le vaisseau s'élance dans le cosmos, le montage suggère que la Terre est détruite dans son sillage.

## Fiche technique
Sauf indication contraire, les informations mentionnées dans cette section peuvent être confirmées par la base de données cinématographiques IMDb,  présente dans la section « Liens externes ».
- Titre original : Space Is the Place
- Réalisation : John Coney
- Assistant réalisateur : Tom Bullock
- Scénario : Joshua Smith avec des dialogues supplémentaires de Sun Ra
- Musique : Sun Ra
- Décors : Whit Mather
- Costumes : William S. Jones, Jill Percival
- Photographie : Seth Hill
- Son : Robert Gravenor, Ken Heller, David Macmillan
- Montage : Barbara Pokras
- Production : Jim Newman (en)
- Sociétés de production : North American Star System
- Pays de production :  États-Unis
- Langue originale : anglais
- Format : couleur (DeLuxe) - 35 mm - 1,37:1 - son mono
- Genre : science-fiction, Blaxploitation[4]
- Durée : 64 minutes ou 82 minutes
- Date de sortie (États-Unis) : novembre 1974

## Distribution

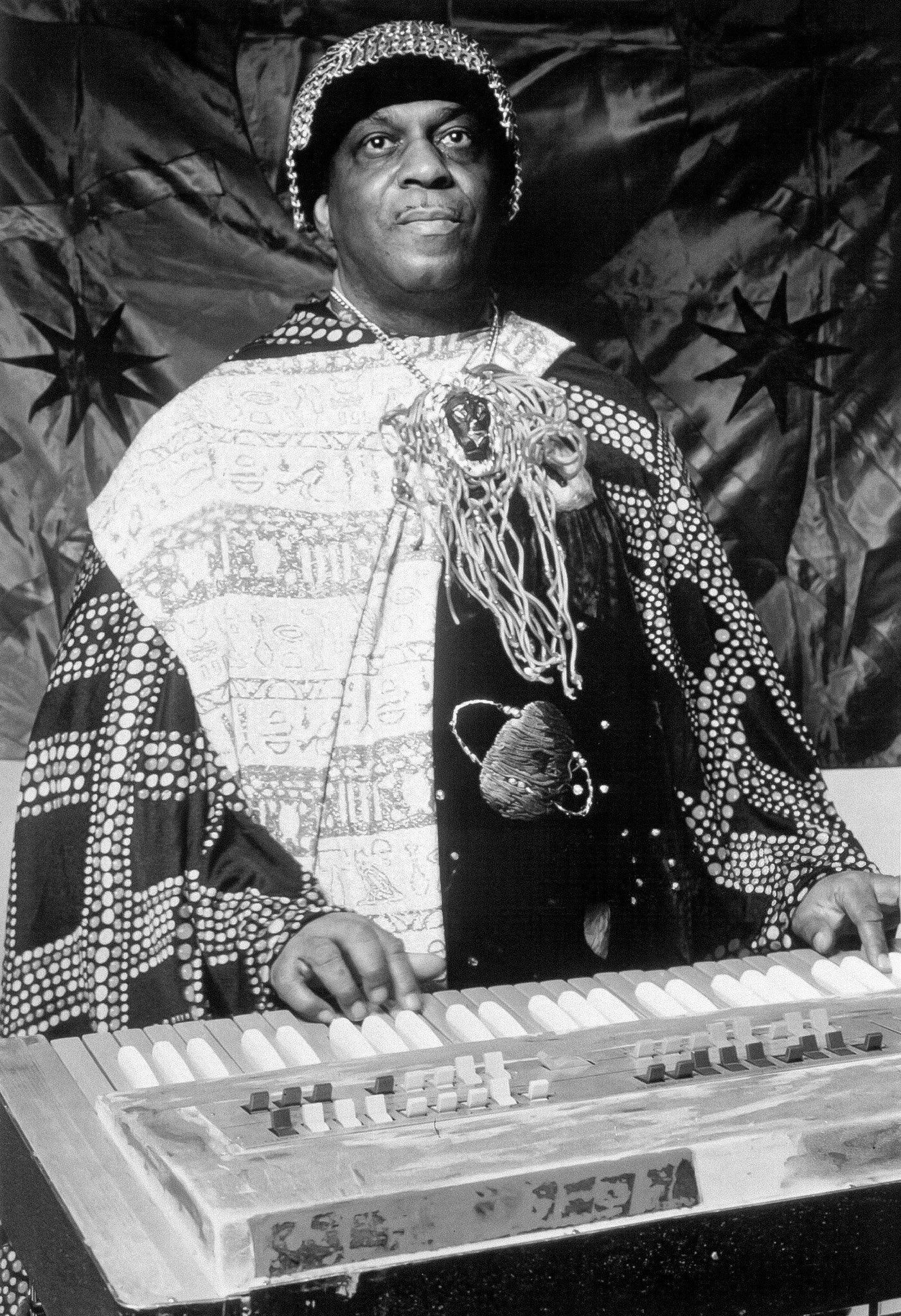
Sun Ra en 1973.

Sauf indication contraire, les informations mentionnées dans cette section peuvent être confirmées par la base de données cinématographiques IMDb,  présente dans la section « Liens externes ».
- Sun Ra : lui-même
- Ray Johnson : le Seigneur
- Christopher Brooks : Jimmy Fey
- Barbara Deloney : Candy
- Erika Leder : Tania
- Jack Baker : Bubbles

## Contexte
À la fin des années 1960 et au début des années 1970, Sun Ra et son orchestre font plusieurs incursions en Californie. En 1971, Sun Ra, qui a toujours raconté venir de Saturne et développe dans les paroles de ses chansons un imaginaire de l'espace, donne une conférence intitulée « L'Homme Noir dans le Cosmos » à l'Université de Californie à Berkeley. Au cours de ces séjours californiens, Sun Ra attire l'attention de Jim Newman (en), qui deviendra le producteur de Space Is the Place, inspiré en partie des conférences de Sun Ra.

### Production
Jim Newman (en) produit Dilexi, une « série d'art expérimental » réalisée par John Coney. Séduit par son expérience avec la musique d'avant-garde, Newman demande à Coney de filmer un concert de Sun Ra et son Arkestra. Corey engage Seth Hill pour jouer le rôle du réalisateur. Cette captation est suivie par le tournage de quelques scènes narratives largement improvisées.
Seth Hill est ensuite chargé d'écrire « une histoire qui puisse donner une cohérence à tous ces éléments disparates ». Hill demande de l'aide à son ancien camarade de classe Joshua Smith, dont la fascination pour les proxénètes et les prostituées explique l'importance de ces thèmes, liés à la blaxploitation, dans les scènes où Ra n'apparait pas. D'après l'assistant réalisateur Tom Bullock, les trous terrifiants dans la logique et la continuité, dus aux conditions de tournage, ont été résolus en postproduction par la monteuse Barbara Pokras.

### Versions
Il existe deux versions du film. La première, parfois appelée « montage de Sun Ra », dure 64 minutes. Durant les décennies suivant sa sortie en salles, limitée, le film n'était visible qu'en VHS dans ce format. La seconde version dure 82 minutes, elle est accessible en 2003 quand Plexifilm ressort le film. Le film est réédité par Harte Recordings en 2015 dans une édition qui propose les deux versions.

## Analyse

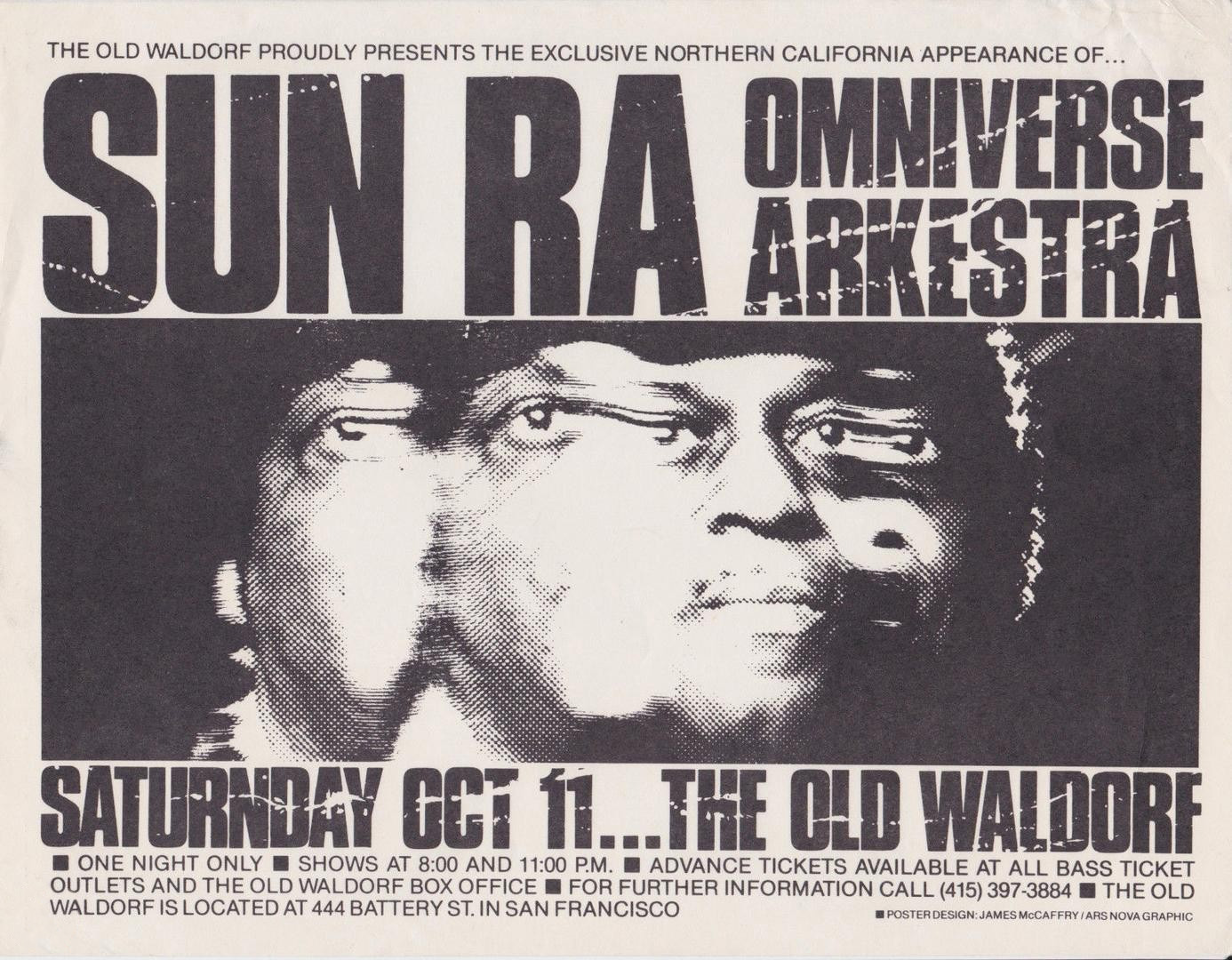
Affiche annonçant un concert de Sun Ra avec l'Omniverse Arkestra en 1980 à San Fancisco.

Sun Ra est un personnage unique, déclarant provenir de Saturne, imprégné de mythologie égyptienne, dont la musique vise une dimension spirituelle. Space Is the Place cherche à transmettre le message cosmologique de Sun Ra au plus grand nombre, sous la forme d'une épopée classique entre le bien et le mal. De ce point de vue, on peut presque considrérer le film comme un film biographique décrivant la personnalité et la visée spirituelle de la musique de Ra.
Le vaisseau spatial de Sun Ra, alimenté par la musique peut être perçu comme une métaphore de l'âme Noire vue par Ra. Tout comme le vaisseau permet de voyager dans des contrées lointaines, la musique permet de s'extraire de soi et d'explorer de nouveaux domaines. L'espace n'est pas qu'un gimmick, il représente un endroit où le racisme n'existe pas, et où les Afro-Américains maitrisent leur destin.
Pour le critique Daniel Kreiss, Space Is the Place peut être perçu comme une réponse au Black Panther Party, avec lequel Sun Ra était en conflit sur le sujet de la représentation du futur des Noirs. Pour Kreiss, « bien qu'il ne condamne pas le parti nommément, Sun Ra n'accorde dans le fond qu'une valeur limitée aux programmes communautaires terrestres, ce qui constitue une allusion aux Panthers, et postule que seule l'utilisation par le groupe de la technologie et de la musique libérera les gens en changeant les consciences ».

## Critique
Space Is the Place a des critiques contrastées sur Rotten Tomatoes, avec une note moyenne de 71% pour les critiques et 76% pour le public. Darryl Sterdan (tinnitist.com) semble bien résumer les ressentis : « certains films sont si mauvais qu'ils en deviennent bons. Space Is The Place est tellement absurde que c'est génial ».
Jon Pareles écrit en 1993 dans le New York Times : « quand on voit les limites des effets spéciaux à petit budget et de l'imagination des réalisateurs, la musique de Sun Ra a mieux exploré [l'espace intersidéral] que Space Is the Place. Pourtant, pour sa qualité de capsule temporelle et sa bêtise géniale, ce film est à la fois agréable et loufoque ». Pour Lynne D. Johnson (PopMatters), avec l'amateurisme des acteurs et la faiblesse du scénario, la musique est probablement ce qu'il y a de mieux dans le film.

## Influence
Le groupe de rock psychédélique The Bright Light Social Hour (en) publie en 2015 un album intitulé Space Is Still the Place (en), inspiré par le film.